# Kruk (przedsiębiorstwo)
Kruk S.A. – przedsiębiorstwo windykacyjne z siedzibą we Wrocławiu, notowane na Giełdzie Papierów Wartościowych w Warszawie.

## Opis
Przedsiębiorstwo zostało założone w 1998 roku przez Piotra Krupę. Pierwotnie zajmowało się drukowaniem rzadkich książek prawniczych (stąd jego nazwa). Działalność windykacyjną rozpoczęło w 2000 roku.
Grupa KRUK zarządza wierzytelnościami banków, pośredników kredytowych, firm ubezpieczeniowych, firm leasingowych, telefonii stacjonarnych i komórkowych, telewizji kablowych, platform cyfrowych oraz firm z sektora FMCG. Koncentruje swą działalność na rynku bankowym w oparciu o długoterminowe relacje z kluczowymi klientami.
Spółka prowadzi usługi w zakresie:
- windykacji wierzytelności na zlecenie klientów korporacyjnych,
- zapewnia kompleksową obsługę w zarządzaniu wierzytelnościami,
- dochodzenia roszczeń na rzecz banków, pośredników kredytowych, ubezpieczycieli i innych instytucji finansowych, operatorów telefonii komórkowej i stacjonarnej oraz telewizyjnych platform cyfrowych i telewizji kablowych, a także współpracy ze spółdzielniami mieszkaniowymi, zakładami energetycznymi i innymi podmiotami, których dłużnikami są klienci indywidualni oraz małe i średnie przedsiębiorstwa.

Działania związane z zarządzaniem wierzytelnościami są wspierane przez działającą w ramach Grupy Kancelarię Prawną RAVEN, a także ERIF BIG S.A., działający w obszarze informacji gospodarczej. Dodatkowo Grupa prowadzi działalność pożyczkową skierowaną do klientów, którzy w przeszłości spłacili swoje zadłużenie wobec Grupy.
Grupa prowadzi działalność na rynku rumuńskim, czeskim, słowackim, niemieckim, włoskim oraz hiszpańskim.
Zatrudnienie we wszystkich spółkach Grupy KRUK na koniec 2017 roku wyniosło blisko 3 tysiące osób i od 2007 roku wzrosło ponad 3-krotnie. Od 10 maja 2011 roku KRUK S.A. jest notowana na Giełdzie Papierów Wartościowych w Warszawie.
Za stosowanie niezgodnych z prawem praktyk (zamieszczanie w pismach kierowanych do dłużników haseł, treści i znaków graficznych, które miały na celu zastraszenie odbiorcy, wywołanie u niego uczucia lęku oraz wywarcie presji) spółka była karana przez UOKiK.